# Maxillaria
Maxillaria (em português: Maxilária) é um género botânico pertencente à família das orquídeas (Orchidaceæ).

## Etimologia
O nome deste gênero deriva da palavra latina: Maxilla, que significa “queixo”, numa referência ao labelo móvel e versátil de suas flores.

## Sinônimos
- Ornithidium R.Br. 1813
- Camaridium Lindl. 1824
- Psittacoglossum Lex. 1825
- Heterotaxis Lindl. 1826
- Dicrypta Lindl. 1830
- Siagonanthus Poepp. & Endl. 1836
- Menadena Raf. 1837
- Pentulops Raf. 1838
- Ne-ourbania Fawc. & Rendle 1909
- Sepalosaccus Schltr. 1923
- Marsupiaria Hoehne 1947
- Pseudomaxillaria Hoehne 1947